# Rio (Florida)
Rio ist  ein census-designated place (CDP) im Martin County im US-Bundesstaat Florida.  Das U.S. Census Bureau hat bei der Volkszählung 2020 eine Einwohnerzahl von 980 ermittelt. 

## Geographie
Rio wird im Norden von den Gleisen der Florida East Coast Railway tangiert und im Süden durch den St. Lucie River von der Stadt Stuart getrennt. Der CDP liegt etwa 150 km nördlich von Miami.

## Demographische Daten
Laut der Volkszählung 2010 verteilten sich die damaligen 965 Einwohner auf 608 Haushalte. Die Bevölkerungsdichte lag bei 965,0 Einw./km². 96,7 % der Bevölkerung bezeichneten sich als Weiße, 0,3 % als Afroamerikaner, 0,1 % als Indianer und 0,5 % als Asian Americans. 0,9 % gaben die Angehörigkeit zu einer anderen Ethnie und 1,5 % zu mehreren Ethnien an. 3,2 % der Bevölkerung bestand aus Hispanics oder Latinos.
Im Jahr 2010 lebten in 17,3 % aller Haushalte Kinder unter 18 Jahren sowie 36,5 % aller Haushalte Personen mit mindestens 65 Jahren. 57,0 % der Haushalte waren Familienhaushalte (bestehend aus verheirateten Paaren mit oder ohne Nachkommen bzw. einem Elternteil mit Nachkomme). Die durchschnittliche Größe eines Haushalts lag bei 2,04 Personen und die durchschnittliche Familiengröße bei 2,57 Personen.
15,7 % der Bevölkerung waren jünger als 20 Jahre, 14,8 % waren 20 bis 39 Jahre alt, 33,3 % waren 40 bis 59 Jahre alt und 36,1 % waren mindestens 60 Jahre alt. Das mittlere Alter betrug 53 Jahre. 50,9 % der Bevölkerung waren männlich und 49,1 % weiblich.
Das durchschnittliche Jahreseinkommen lag bei 39.375 $, dabei lebten 16,2 % der Bevölkerung unter der Armutsgrenze.
Im Jahr 2000 war Englisch die Muttersprache von 100 % der Bevölkerung.